# Ziguinchor
Ziguinchor (zigɛ̃ʃɔʀ) ist mit über 200.000 Einwohnern die größte Stadt der Region Ziguinchor in der Casamance, dem südlichen Teil des Senegal. Sie ist das Handelszentrum der Casamance und wichtiger Handelsort und Militärstützpunkt zwischen Gambia und Guinea-Bissau. Außerdem bildet sie das christliche Zentrum des Senegal.

## Geographie
Ziguinchor liegt 60 Kilometer vom Meer entfernt am Südufer des Casamance-Flusses, der hier rund 650 Meter Breite aufweist. Begleitet wird die Uferregion in Richtung Westen und Norden bis zum Atlantik von Mangrovensümpfen mit zahlreichen Gewässerverzweigungen und bietet daher eine sehr artenreiche Natur an. Die Bevölkerung dieser Sumpf- und Flusslandschaften ordnet sich verschiedenen Ethnien zu, mit über 30 Sprachen und Varietäten und je eigenen kulturellen Traditionen. Mehrsprachigkeit ist in Ziguinchor und Umgebung sehr verbreitet.
Westlich von Ziguinchor befindet sich das am Atlantik gelegene Ferienresort Cap Skirring. Im Süden ist die Grenze nach Guinea-Bissau 15 Kilometer vom Stadtzentrum entfernt.
Nächstgrößere Nachbarstadt ist das 30 km nördlich gelegene Bignona. Zwischen diesen beiden Städten verläuft die Sprachgrenze von Wolof und Diola als Verkehrssprachen. Weit verbreitet ist in Ziguinchor auch die portugiesisch basierte Kreolsprache Kriol, die in weiten Teilen des Nachbarlands Guinea-Bissau die wichtigste Verkehrssprache ist.

## Geschichte

### Ersterwähnung und Namensherkunft
Zum ersten Mal erwähnt wird Ziguinchor im Jahre 1594 im Tratado Breve dos Rios de Guiné do Cabo Verde des Kapverdiers André Álvares de Almada. Hier ist an einer Stelle die Rede vom Land der „Izig[u]chos“, die Bainunk (port.: Banhuns) seien, und an anderer Stelle von den Bainunk von „Ezigichor“. Noch im 19. Jahrhundert unterscheidet der Franzose Emmanuel Bertrand-Bocandé die Bainunk von Ziguinchor von anderen Bainunk-Untergruppen und ordnet ihnen eine Reihe von Dörfern zu, die heute entweder unmittelbar zur Stadt Ziguinchor gehören (Boucotte, Djibok) oder Vororte Ziguinchors sind (Djibélor, Djifanghor). Demnach benannten die Portugiesen ihren Handelsposten schlicht nach dem bereits lokal gebräuchlichen Namen des Gebietes und seiner Bewohner.
Abweichend von dieser durch historische Quellen belegten Etymologie des Stadtnamens gibt es auch eine vor Ort sehr verbreitete Volksetymologie. Demnach komme der Stadtname aus dem Oberguineakreol und sei von der Aufforderung Sinta bu cora! „Setz dich und weine!“ abgeleitet. Diese Herleitung ist für das Selbstverständnis Ziguinchors von Bedeutung, insofern sie an die Geschichte des Sklavenhandels und der Kolonisierung erinnert.

### Portugiesischer Handelsposten, französische Kolonie, senegalesische Stadt
Der portugiesische Seefahrer Gonçalo Gamboa Ayala, erster Kapitän (port.: Capitão-mor) von Cacheu, gründete 1645 den Handelsposten Ziguinchor am Fluss Casamance (port.: Casamansa). Im Zuge der Verhandlungen der Kongokonferenz tauschten Portugal und Frankreich 1886 das Gebiet um Ziguinchor gegen das Gebiet um Cacine.
Unter französischer Kolonialherrschaft wurde Ziguinchor 1907 Hauptort der Basse Casamance und 1944 schließlich der gesamten Casamance innerhalb Französisch-Westafrikas. Dies blieb auch nach der Unabhängigkeit Senegals im Jahre 1960 zunächst so. Seit 1984 ist die Region Casamance administrativ wieder geteilt: Ziguinchor ist seitdem Hauptort der gleichnamigen Region.
Ziguinchor ist Sitz des 1955 geschaffenen Bistums Ziguinchor. Papst Johannes Paul II. besuchte die Stadt im Jahr 1992.

## Bevölkerung
Die letzten Volkszählungen ergaben für die Stadt jeweils folgende Einwohnerzahlen:
| Jahr | Einwohner |
| ---- | --------- |
| 1976 | 69.646    |
| 1988 | 124.283   |
| 2002 | 153.269   |
| 2013 | 205.294   |

## Verkehr
Die nationale Fluggesellschaft Air Sénégal verbindet Ziguinchor täglich über seinen Flughafen mit Dakar-Blaise Diagne.
Drei Nationalstraßen verbinden Ziguinchor mit dem Rest des Landes. Die N 6 führt südlich des Casamance-Flusses nach Osten durch das Grenzgebiet von Guinea-Bissau über Goudomp, Kolda und Vélingara nach Tambacounda, von wo Fernstraßen in alle Richtungen gehen. Die vielleicht wichtigste Fernstraße ist die N 4 als kürzeste Nord-Süd-Verbindung aus der Stadt zum Kernland Senegals. Sie führt zunächst auf dem in den 1970er Jahren erbauten und 650 Meter langen pont Émile Badiane von der am Casamance-Südufer liegenden Stadt über den Strom nach Norden in Richtung Bignona und von dort als Transgambienne nach Nordosten durch Gambia bis Kaolack. Auf dem Transit durch Gambia ist zweimal eine Staats- und Zollgrenze zu passieren und lange Jahre wurde der Verkehr durch den Gambia aufgehalten, der nur mit einer Fähre überquert werden konnte. Seit Januar 2019 kann der Verkehr stattdessen auf der mautpflichtigen Senegambia Bridge rollen. In Bignona zweigt die N 5 von der N4 ab und führt in die gambische Hauptstadt Banjul. In Richtung Süden führt die N4 zum Grenzübergang Mpack–São Domingos und in das Nachbarland Guinea-Bissau.
Nicht zuletzt ist der Casamance stromaufwärts bis Sédhiou schiffbar, stromabwärts auch für Seeschiffe. Ziguinchor verfügt, 60 Kilometer vom Meer entfernt, über einen Seehafen.

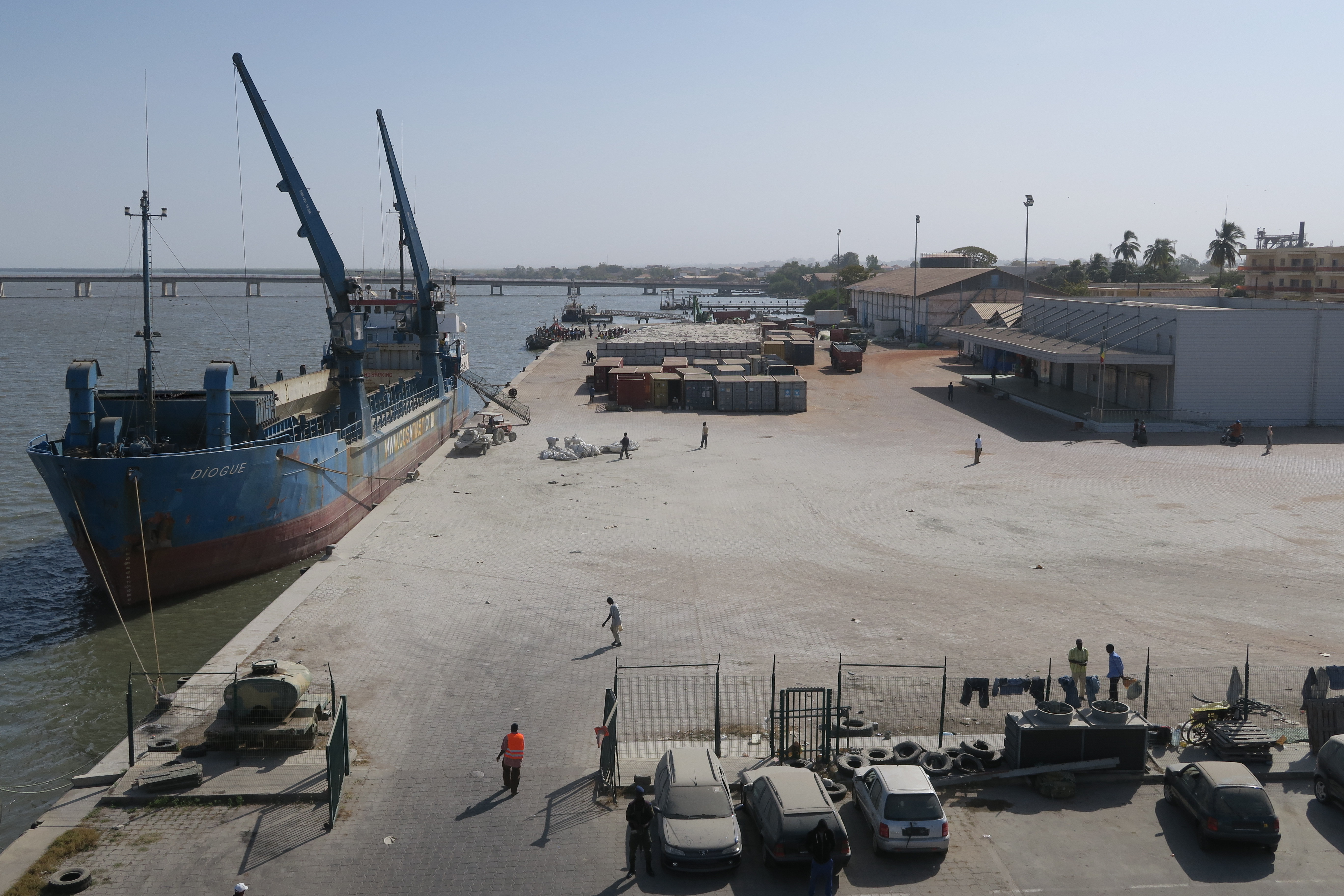
Hafen von Ziguinchor, im Hintergrund der pont Émile Badiane über den Fluss

### Hafen
Der Port de Ziguinchor gilt neben dem Hafen der Hauptstadt Dakar nach dem Verkehrsaufkommen als zweitgrößter Seehafen Senegals.
Bereits Anfang der 1950er Jahre gab es in unmittelbarer Nähe des damals noch kleinen Orts eine Pier mit wenigen Gebäuden. Diese Anlage – von einem Hafen konnte man kaum sprechen – wurde aber schon kurze Zeit später u. a. von verschiedenen deutschen Frachtschiffen angelaufen. Dazu gehörten Schiffe der Reederei Gehrckens, Bastian, Flensburger Schiffspartenvereinigung, Nordische Reederei, Kiel und andere. Gelöscht wurde Stückgut mit eigenem Geschirr, geladen Erdnüsse in Säcken, welche die Arbeiter einzeln, über Planken und eine Laderampe in die Luken beförderten. Die Pieranlage war vor ihrer Verlängerung so kurz, dass das Schiff mit Vorder- und Achterleine an Mangrovenbäumen festmachen musste.
Jahre später, nach Ausbau des Hafens und der Infrastruktur, wurde eine Fährverbindung zwischen Dakar und Ziguinchor eingerichtet. Seit 1990 verkehrte Le Joola auf dieser Route. Im September 2002 kenterte sie auf einer Überfahrt nach Dakar im Sturm und riss über 1800 Menschen mit in den Tod. Im März 2008 wurde Le Joola durch die Aline Sitoe Diatta ersetzt.

## Persönlichkeiten
- Augustin Sagna (1920–2012), Bischof von Ziguinchor
- Ousmane Sembène (1923–2007), Schriftsteller und Filmemacher, „Vatergestalt“ des Kinos südlich der Sahara
- Augustin Diamacoune Senghor (1928–2007), Priester und Politiker, Gründer der Rebellenbewegung MFDC
- Pierre Sagna CSSp (1932–2008), römisch-katholischer Bischof von Saint-Louis du Sénégal
- Antoine Pascal Sane (* 1934), Diplomat
- Maixent Coly (1949–2010), Theologe und römisch-katholischer Bischof von Ziguinchor
- Jules Bocandé (1958–2012), Fußballspieler und -trainer
- Solo Cissokho (1963–2019), Jazz- und Mbalaxmusiker
- Badara Diatta (* 1969), Fußballschiedsrichter
- Aliou Cissé (* 1976), Fußballspieler und Trainer der Nationalmannschaft
- Basile De Carvalho (* 1981), Fußballspieler
- Stéphane Badji (* 1990), Fußballspieler
- Joseph Lopy (* 1992), Fußballspieler
- Alfred Gomis (* 1993), Torwart der senegalesischen Fußballnationalmannschaft
- Arial Mendy (* 1994), Fußballspieler
- Krépin Diatta (* 1999), Fußballspieler
- Pape Habib Guèye (* 1999), Fußballspieler
- Youssouph Badji (* 2001), Fußballspieler
- El Hadji Mané (* 2001), Fußballspieler

## Klimatabelle
|                       | Jan  | Feb  | Mär  | Apr  | Mai  | Jun  | Jul  | Aug  | Sep  | Okt  | Nov  | Dez  |   |      |
| Mittl. Tagesmax. (°C) | 33,2 | 35,7 | 35,8 | 37,3 | 35,9 | 33,8 | 31,5 | 31,0 | 31,5 | 32,9 | 33,6 | 32,5 | ⌀ | 33,7 |
| Mittl. Tagesmin. (°C) | 15,6 | 16,7 | 18,2 | 19,2 | 21,3 | 23,3 | 23,3 | 23,1 | 22,9 | 22,8 | 20,2 | 16,5 | ⌀ | 20,3 |
|                       |      |      |      |      |      |      |      |      |      |      |      |      |   |      |
| Niederschlag (mm)     | 0    | 0    | 0    | 0    | 4    | 100  | 296  | 409  | 319  | 102  | 5    | 1    | Σ | 1236 |
|                       |      |      |      |      |      |      |      |      |      |      |      |      |   |      |
| Sonnenstunden (h/d)   | 8,1  | 8,9  | 9,4  | 9,4  | 9,2  | 8,0  | 5,9  | 5,5  | 6,5  | 7,8  | 8,7  | 8,3  | ⌀ | 8    |
|                       |      |      |      |      |      |      |      |      |      |      |      |      |   |      |
| Regentage (d)         | 0    | 0    | 0    | 0    | 1    | 9    | 19   | 21   | 19   | 8    | 0    | 0    | Σ | 77   |
|                       |      |      |      |      |      |      |      |      |      |      |      |      |   |      |
| Wassertemperatur (°C) | 23   | 22   | 22   | 23   | 24   | 26   | 27   | 28   | 27   | 27   | 26   | 24   | ⌀ | 24,9 |
|                       |      |      |      |      |      |      |      |      |      |      |      |      |   |      |
| Luftfeuchtigkeit (%)  | 51   | 53   | 56   | 63   | 70   | 77   | 85   | 88   | 88   | 84   | 75   | 60   | ⌀ | 70,9 |

| 15,6 |

| 16,7 |

| 18,2 |

| 19,2 |

| 21,3 |

| 23,3 |

| 23,3 |

| 23,1 |

| 22,9 |

| 22,8 |

| 20,2 |

| 16,5 |

| 15,6 |

| 16,7 |

| 18,2 |

| 19,2 |

| 21,3 |

| 23,3 |

| 23,3 |

| 23,1 |

| 22,9 |

| 22,8 |

| 20,2 |

| 16,5 |